# Hopetoun Falls
Les cascades Hopetoun són unes cascades d'aigua del riu Aire situades als boscos del Parc Nacional dels Otways (The Otways National Park), dins l'Estat de Victoria, a Austràlia. Són una atracció turística.
Els Otways es troben just al nord de Cap Otway, prop de la ciutat d'Apollo Bay, a la Great ocean road.

## Localització
Les cascades es troben a uns 5 km al sud de la localitat de Beech Forest, a una altitud de 314 metres sobre el nivell del mar i tenen una altura entre 45 i 49 metres.
Les cascades Hopetoun cauen al costat de la badia d'Apollo, Beech Forest Road, a uns 4 km al sud de la desviació de Beauchamp Falls i aproximadament 20 km al nord-oest de la ciutat costanera de Apollo Bay.

## Turisme
S'ha prestat molta atenció a preservar les característiques naturals de les cascades Hopetoun, tot permetent un ampli accés per als visitants. Les caigudes d'aigua tenen un gran conjunt d'escales ben construïdes i mantingudes que condueixen cap a un pati natural, una plataforma que permet veure molt a prop del peu de les cascades. Les cascades Hopetoun es precipiten 30 m de forma rectangular. Molts visitants venen cada any a mirar la seva bellesa natural.